# SN 1999gv
SN 1999gv – niepotwierdzona supernowa odkryta 11 marca 1999 roku w galaktyce Abell2218-149. W momencie odkrycia miała maksymalną jasność 22,80m.